# Bugatti EB 218
Der Bugatti EB 218 war nach dem Coupé Bugatti EB 118 die zweite Studie, die Bugatti Automobiles 1999 auf dem Genfer Auto-Salon vorstellte. Giorgio Giugiaro von Italdesign schuf eine viertürige Limousine, deren Formen an die Bugattis der 1930er Jahre erinnern sollte.

## Technik

### Motor
Angetrieben wird der Bugatti EB 218 von einem Achtzehnzylindermotor mit Benzindirekteinspritzung. Drei Reihen-Sechszylinderbänke wurden hierbei in W-Form gekoppelt; jeweils drei der 18 geschmiedeten Pleuel haben einen gemeinsamen Hubzapfen.
Der Motor entwickelt aus 6255 cm³ Hubraum eine maximale Leistung von 408 kW (555 PS) bei 6800/min und liefert dabei ein maximales Drehmoment von 650 Nm.

### Antrieb
Um die Leistung dieses Motors auf die Straße zu übertragen, hat der EB 218 Allradantrieb mit einem Aluminium-Viellenkerfahrwerk. Das Automatikgetriebe hat fünf Gänge.

### Karosserie
Die Karosserie umspannt eine Aluminium-Spaceframe-Struktur und sollte insbesondere Erinnerungen an die Eleganz des  Bugatti 57 SC Atlantic wecken. Bei einem Radstand von 2710 mm ist das Fahrzeug 5349 mm lang, 1998 mm breit und 1240 mm hoch. Das Leergewicht ist mit 1888 kg angegeben.